# Todos los hombres del presidente
Todos los hombres del presidente (All the President's Men) es una película estadounidense de 1976 dirigida por Alan J. Pakula. Protagonizada por Robert Redford, Dustin Hoffman, Jack Warden, Jason Robards, Martin Balsam, Hal Holbrook y Jane Alexander en los papeles principales. 
Basada en el libro homónimo de Bob Woodward y Carl Bernstein, publicado en 1974, que relata la historia de la investigación periodística que condujo al famoso escándalo de "Watergate", que obligó a Richard Nixon a dimitir como presidente de los Estados Unidos.
En 2010 fue incluida entre los filmes que preserva el National Film Registry (Registro Nacional de Filmes) de la Biblioteca del Congreso de Estados Unidos, por ser considerada «cultural, histórica, o estéticamente significativa», y en 2007 en la lista AFI's 100 años... 100 películas (edición 10.º aniversario) del American Film Institute.

## Argumento
Los periodistas del Washington Post, Carl Bernstein (Dustin Hoffman) y Bob Woodward (Robert Redford) investigan un asunto de carácter político de aparente poca importancia. Al ver que renombrados abogados trabajaban en el caso, se dieron cuenta de que detrás podía haber algo mucho más importante. Intensifican sus averiguaciones siguiendo todas las pistas que se abren ante ellos, hasta que consigue la colaboración de un confidente. Al final destapan un asunto sucio que implica a la Casa Blanca, y al mismo Presidente de la nación.
La trama no se limita a los eventos políticos ocurridos durante el Escándalo Watergate; abarca las discusiones de los periodistas con sus jefes del Washington Post sobre la forma en que deben tratar las noticias, las consecuencias de revelar graves actos ilegales de los asesores presidenciales, y las peripecias vividas por Bernstein y Woodward para sustentar sus reportes y artículos.
La narración acaba abruptamente con el juramento de Nixon como presidente reelecto el 20 de enero de 1973. Para no omitir la verdadera conclusión de la historia (la renuncia de Nixon en agosto de 1974), los sucesos posteriores en enero de 1973 son narrados mediante notas mecanografiadas de estilo periodístico, filmados en las escenas finales. La última nota se reduce a dar cuenta de la renuncia de Richard Nixon el 9 de agosto de 1974 y la asunción al mando de Gerald Ford.

## Diferencias entre el libro y la película
A diferencia del libro, la película en sí sólo cubre los primeros siete meses del escándalo de Watergate, desde el momento de la incursión en el Edificio Watergate (julio de 1972) hasta la toma de posesión de Richard Nixon el 20 de enero de 1973, mientras que el libro relata los sucesos desde la incursión al Edificio Watergate hasta enero de 1974, cuando Nixon se dirige al congreso por motivo del Discurso del estado de la Unión por última vez.
Ni el libro ni la película relatan los sucesos posteriores ocurridos durante la investigación del Senado de los Estados Unidos contra Nixon, ni su renuncia. No obstante, en la película se salvan estas omisiones mostrando una serie de noticias mecanografiadas que terminan en unas pocas escenas, revelando el efecto "bola de nieve" provocado por Woodward y Bernstein, y describiendo de forma breve pero directa la forma en que terminó el Escándalo Watergate. La película incorpora el latiguillo de "follow the money" en relación con el caso Watergate, frase que nunca aparece en el libro.

## Reparto
| Actor             | Personaje                       |
| ----------------- | ------------------------------- |
| Dustin Hoffman    | Carl Bernstein                  |
| Robert Redford    | Bob Woodward                    |
| Jack Warden       | Harry M. Rosenfeld              |
| Martin Balsam     | Howard Simons                   |
| Hal Holbrook      | "Garganta Profunda/Deep Throat" |
| Jason Robards     | Ben Bradlee                     |
| Jane Alexander    | Judy Hoback                     |
| Meredith Baxter   | Debbie Sloan                    |
| Ned Beatty        | Martin Dardis                   |
| Polly Holliday    | Secretaria de Martin Dardis     |
| Stephen Collins   | Hugh W. Sloan, hijo.            |
| Penny Fuller      | Sally Aiken                     |
| Robert Walden     | Donald Segretti                 |
| Frank Wills       | El mismo                        |
| F. Murray Abraham | Sargento de policía Paul Leeper |
| David Arkin       | Eugene Bachinski                |
| Henry Calvert     | Bernard Barker                  |
| Dominic Chianese  | Eugenio Martínez                |
| Ron Hale          | Frank Sturgis                   |
| James Karen       | Abogado de Hugh Sloan           |
| Basil Hoffman     | Editor Asistente                |

## Producción
Robert Redford tuvo la idea de hacer la obra cinematográifca. Acordó comprar a Woodward y Bernstein los derechos de la película por 450.000 dólares en abril de 1974, meses antes de que se publicara su libro y, una vez conseguido, encomendó a William Goldman hacer el guion, con la asistencia de ambos periodistas.
Para preparar la película el director observó durante varias semanas el funcionamiento de la redacción del Washington Post. También Redford y Hoffman estuvieron preparándose en las oficinas del Post, además de acudir a numerosas conferencias de prensa como parte de su preparación para hacer esta película.

## Recepción
La película tuvo gran éxito en taquilla y fue muy bien acogida por la crítica. La obra cinematográfica además convirtió en leyenda a Woodward y Bernstein, además de ser venerada tanto por periodistas y adictos a la política como por cinéfilos y cineastas.

## Premios
- 4 Premios Oscar 1977: Al mejor actor secundario (Jason Robards),  A la mejor dirección de arte, al mejor sonido, y al mejor guion.
- Premio Kansas City Film Critics Circle Awards 1977: al mejor actor secundario (Jason Robards).
- Premio National Board of Review 1976: al mejor director, a la mejor película y al mejor actor secundario (Jason Robards).
- Premio National Society of Film Critics 1977: a la mejor película y al mejor actor secundario (Jason Robards).
- Premio NYFCC 1977: al mejor director, a la mejor película y al mejor actor secundario (Jason Robards).
- Premio Writers Guild of America 1977: al mejor guion - drama.